# Данько, Кристина
Кристи́на Да́нько (пол. Krystyna Dańko; девичья фамилия Хлонд, 9 июля 1917, Отвоцк — 6 августа 2019, Варшава) — праведница народов мира из Польши. Дама Командорского креста ордена Возрождения Польши.

## Биография
До начала Второй мировой войны Кристина Данько жила в католической семье в Отвоцке, где училась в средней школе. У Кристины было трое братьев и сестер. В детстве они часто играли и встречались с еврейскими детьми. Ближайшей подругой Кристины была девушка еврейского происхождения — Люся Кокошко.
В период нацистской оккупации Польши Кристина спасла нескольких человек. Прятала семью своей школьной подруги Люси Кокошко после их побега из гетто. Младшую дочь Кокошко ей удалось посадить на поезд до Варшавы, где ту под вымышленным именем направили в польский детский приют.
После войны, в 1951, вышла замуж за Мечислава Данько, пострадавшего от коммунистических репрессий (скончался в 1982 году). В июле 2017 Кристине исполнилось 100 лет.
Скончалась во сне в своем доме в Варшаве в возрасте 102 лет.
В 2008 году двое родственников Кристины Данько также стали праведниками народов мира (посмертно).